# Джебель-Айса (національний парк)
Національний парк Джебель-Айса (араб. الحظيرة الوطنية لجبل عيسى) — національний парк Алжиру, розташований біля однойменної гори у вілаєті Наама. Заснований в 2003 році і охоплює площу 24400 га.
Національний парк Джебель-Айса має особливе значення для збереження екосистеми регіону Високого Плато (Оранської Месети), якій загрожують опустелювання і обезліснення.

## Флора і фауна

### Флора
Представлені такі види рослин: зизифус, фісташка, яловець фінікійський, дуб кам'яний, яловець червоний, сосна алепська.

### Фауна
Мешкають такі види тварин: зайці, кабан, шакал, лисиця, дрохва, їжатець, гривастий баран, газель доркас.